# سیریل راش
سیریل راش (انگلیسی: Cyril Beech; ۱۲ مارس ۱۹۲۵ – ۲۰۰۱ (۷۵−۷۶ سال)) بازیکن فوتبال اهل بریتانیا بود.
از باشگاه‌هایی که در آن بازی کرده‌است می‌توان به باشگاه فوتبال هرفورد یونایتد، باشگاه فوتبال سوانزی سیتی، باشگاه فوتبال ووستر سیتی، و باشگاه فوتبال نیوپورت کانتی اشاره کرد.